# Anomala heteroglypha
Anomala heteroglypha är en skalbaggsart som beskrevs av Ohaus 1910. Anomala heteroglypha ingår i släktet Anomala och familjen Rutelidae. Inga underarter finns listade i Catalogue of Life.